# San Casciano in Val di Pesa

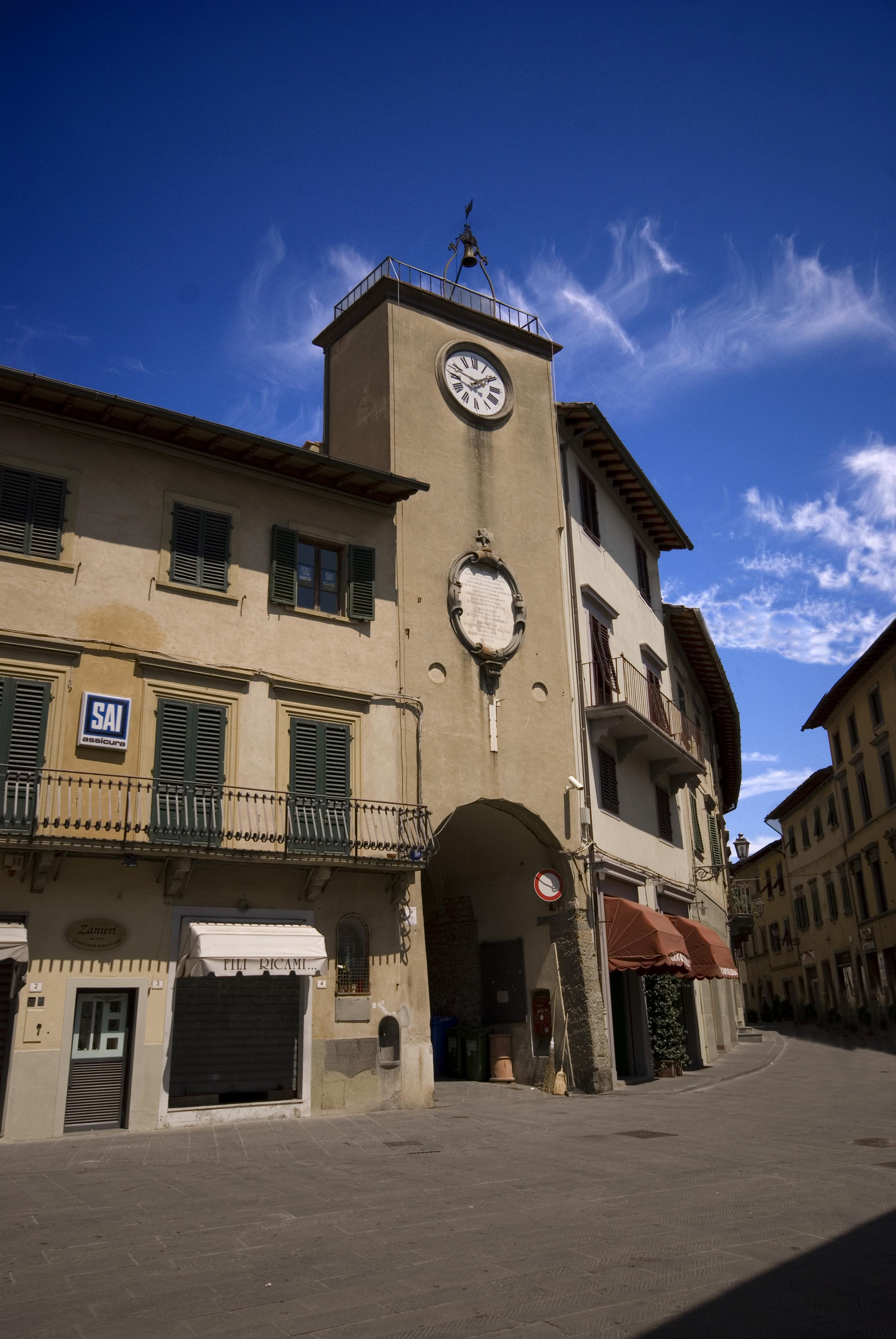
Val di Pesa

San Casciano in Val di Pesa là một đô thị ở tỉnh Firenze trong vùng Toscana, tọa lạc khoảng 15 km về phía tây nam của Florence.
San Casciano in Val di Pesa giáp các đô thị sau: Greve in Chianti, Impruneta, Montespertoli, Scandicci, Tavarnelle Val di Pesa.